# Aphonopelma cratium
Aphonopelma cratium är en spindelart som beskrevs av Chamberlin 1940. Aphonopelma cratium ingår i släktet Aphonopelma och familjen fågelspindlar. Inga underarter finns listade i Catalogue of Life.